# Салимов, Салим
Салим Басриев Салимов (болг. Салим Басриев Салимов; род. 5 мая 1982, Омуртаг) — болгарский боксёр, представитель наилегчайших весовых категорий. Выступал за сборную Болгарии по боксу на всём протяжении 2000-х годов, бронзовый призёр чемпионата Европы, победитель и призёр многих турниров международного значения, участник летних Олимпийских игр в Афинах. В период 2009—2011 годов боксировал также на профессиональном уровне, но без особого успеха.

## Биография
Салим Салимов родился 5 мая 1982 года в селе Омуртаг Тырговиштской области, Болгария. Проходил подготовку в боксёрском ЦСКА в Софии.

### Любительская карьера
Дебютировал на международном уровне в сезоне 1998 года, когда вошёл в состав болгарской национальной сборной и выступил на чемпионате Европы среди кадетов в Юрмале. Год спустя побывал на европейском юниорском первенстве в Хорватии. Ещё через год стал серебряным призёром чемпионата мира среди юниоров в Будапеште, уступив в решающем финальном поединке кубинцу Янкьелю Леону.
В 2002 году выступил на чемпионате Европы в Перми, остановившись в четвертьфинале первой наилегчайшей весовой категории.
На чемпионате мира 2003 года в Бангкоке дошёл до 1/8 финала, где был остановлен азербайджанцем Джейхуном Абиевым.
Один из самых успешных сезонов в его боксёрской карьере — сезон 2004 года. Салимов завоевал бронзовую медаль на домашнем европейском первенстве в Пуле, проиграв в полуфинале итальянцу Альфонсо Пинто. Одержал победу на чемпионате Европейского Союза в Мадриде. Благодаря череде удачных выступлений удостоился права защищать честь страны на летних Олимпийских играх 2004 года в Афинах, однако в первом же поединке категории до 48 кг со счётом 14:26 потерпел поражение от тайца Субана Паннона.
После афинской Олимпиады Салимов остался в составе боксёрской команды Болгарии и продолжил принимать участие в крупнейших международных турнирах. Так, в 2005 году он стал бронзовым призёром чемпионата Европейского Союза в Кальяри.
На чемпионате Евросоюза 2006 года в Пече был лучшим в зачёте наилегчайшей весовой категории. При этом на домашнем европейском первенстве в Пловдиве дошёл до четвертьфинала, уступив французу Жерому Тома.
В 2007 году боксировал на чемпионате мира в Чикаго, но остановился уже на предварительном этапе. Добавил в послужной список серебряную награду, полученную на чемпионате Евросоюза в Дублине.
Пытался пройти отбор на Олимпийские игры 2008 года в Пекине, участвовал в европейских олимпийских квалификациях в Пескаре и Афинах, но не возымел на них успеха.

### Профессиональная карьера
Не сумев отобраться на Олимпиаду в Пекине, Салим Салимов покинул расположение болгарской сборной и в декабре 2009 года успешно дебютировал на профессиональном уровне. Выиграл два поединка, но затем в его карьере началась череда проигрышей — он потерпел восемь поражений подряд и в 2011 году завершил спортивную карьеру.